# Артур Дент
Артур Дент (англ. Arthur Dent) — персонаж серії романів «Путівник Галактикою» британського письменника Дугласа Адамса. Разом з Фордом Префектом зміг покинути Землю просто перед її знищенням. До знищення планети жив у передмісті Лондона і працював на місцевій радіостанції.

## Поневіряння
Артур Дент живе в будинку в Західній Англії. На початку книги йому 30 років, зріст вище середнього, волосся темно-русяве. Постійно роздратований. Особливо його дратувало те, що його постійно запитували, чим він так роздратований.
Усвідомивши, що Земля знищена, Артур мимоволі стає космотуристом, подорожуючи у компанії бетельгейзійця Форда Префекта. Форд запхав Артуру у вухо рибку-транслятор, яка перекладатиме для нього мову інопланетян. Разом вони зустрічають ще одну землянку, Тріціан (Тріліан) Макміллан, яка в компанії Президента Галактики — Зафода Біблброкса, шукає Одвічне Питання. Артур та Форд приєднуються до них і разом рушають на пошуки планети Магратея.
Наступні кілька років Артур, не вилазячи зі своєї нічної сорочки, потрапляє з однієї колотнечі в іншу, безперервно намагаючись хоч якось впорядкувати своє життя. Такому любителеві чаю, як Артур, дуже важко витримати його повну відсутність в далеких закапелках Галактики.
Серіал, що продовжує «Автостопом Галактикою», виходив на радіо, на телебаченні, ставився у театрах і був виданий у вигляді п'яти романів.
У всіх версіях цього твору Артур і Форд в деякий момент потрапляють на Землю, але за два мільйони років до наших днів і в супроводі однієї третини населення планети Голгафрінгем — найбільш марної третини: перукарів, рекламних агентів, кінорежисерів, охоронців тощо. Їхня поява призводить до вимирання корінного населення, і таким чином людська раса виявляється замінена екіпажем корабля, набитого менеджерами середньої ланки і перукарями, вигнаними з їхньої власної планети. Деякі вважають, що ця подія проливає світло на справжні причин теперішнього рівня розвитку людства на Землі.
Основна частина радіосеріалу на цьому закінчувалася, але згодом був написаний сценарій другої частини, в якому Форд і Артур були врятовані одноюрідним напівбратом Форда Зафодом Біблброксом і відправлялися в подальші пригоди, в під час яких Артур викрадав у Зафода його космічний корабель (який той, втім, сам вкрав) і вирушав далі на самоті (якщо не рахувати робота-параноїка Марвіна, бортовий комп'ютер Едді і пошарпану копію «Путівника для мандрівників автостопом Галактикою»).
У книжковій версії Форд і Артур покидають доісторичну Землю через діру в просторово-часовому континуумі, яка викидає їх на сучасну Землю за кілька днів до її знищення. Знову уникнувши такої сумної долі і переживши чергову порцію пригод, Артур вчергове потрапляє на Землю (вірніше, на альтернативну Землю, населену розумними дельфінами, що рятують людську расу від вимирання). На цій Землі він закохується в дівчину на ім'я Фенчерч, з якою і залишається жити довго і щасливо — до наступної, цього разу останньої книги «Майже безпечна», в якій Земля остаточно і безповоротно гине разом з усіма своїми альтернативними формами і паралельними образами.
В екранізації першої книги зустріч Артура з мишами закінчується їхньою загибеллю від його руки. Потім він зізнається в любові Трілліан, і вони разом з Марвіном і Фордом прямують до Ресторану в кінці Всесвіту (хоча за словами Марвіна можна помилково робити висновок, що ресторан знаходиться в просторовому, а не часовому кінці). Перед їхнім відходом, Слартібартфаст активізує відбудовану Землю (у книзі друга Земля так і не була закінчена), куди згодом повертаються дельфіни. Зафод повертається на пост Президента Галактики зі своєю новою подругою — віце-президентом Квестулар Ронток.

## Дочка
У книзі «Майже безпечна» Артур з'ясовує, що «Банки ДНК» щедро платять за зразки його ДНК. З їхньою допомогою він може подорожувати першим класом між планетами. У цей час Тріліан, вирішивши завести дитину, використовує його сперму з банків і народжує дівчинку на ім'я Випадкова (англ. Random). Одного дня Тріліан лишає разом дочку і батька, але вони не знаходять спільної мови і Випадкова тікає у пошуках матері.

## Виконавці ролі
У радіо- та телеверсії роману роль Артура зіграв Саймон Джонс. У постановці 1979 року був задіяний Кріс Ленгхем. У кінофільмі роль Артура віддали Мартіну Фрімену.

## Артур Дент у культурі
В епізоді «Різдвяне вторгнення» британського науково-фантастичного серіалу «Доктор Хто» Десятий Доктор, з'являючись в піжамі і халаті, порівнює себе з Артуром Дентом, якого називає «приємною людиною» (англ. Nice man), натякаючи, що колись мешкав у тому ж Всесвіті, що й герої «Путівника».
Ім'я Артур Дент стало називним, перетворившись на синонім «Обивателя незворушного» (англ. Unfazed Everyman) — архетип персонажів, які незважаючи на те, що є єдиними нормальними людьми (якщо не єдиними людьми взагалі) серед всіх персонажів, виявляються здатними зрозуміти і прийняти дивацтва, що постійно їх оточують, тобто діяти так, ніби нічого дивного навколо них не відбувається.
На честь Артура Дента назвали астероїд (18610) Артурдент, відкритий в 1998 році.